# Крест с изображением распятия
«Крест с изображением распятия» — деревянный церковный крест-картина, расписанный итальянским художником эпохи Высокого Средневековья Уголино ди Тедиче, старейшее произведение итальянской живописи в собрании Государственного Эрмитажа.
Картина представляет собой фигурный деревянный крест сложной формы. Основная фигура — распятие Христа, в навершии креста клеймо-табличка красного цвета с надписью на латинском языке IHS NASARENV REX IVDEORVM (Иисус Назорей, Царь Иудейский. — Ин. 19: 19). Нимб вокруг головы Христа некогда был позолочен, но позолота почти полностью утрачена. В клеймах на перекладине креста слева скорбящая Дева Мария, справа скорбящий Иоанн Креститель. В ногах Христа чёрная табличка с подписью художника VGOLINV. Крест по углам сильно оббит, по всему периметру значительные утраты, вся живопись сильно потёрта. Снизу крест спилен прямо по подписи художника.
Ранняя история креста неизвестна, в начале XX века он принадлежал графам Строгановым и хранился в Санкт-Петербурге в Строгановском дворце на Мойке. После Октябрьской революции всё имущество Строгановых было национализировано, во дворце на Мойке был устроен Строгановский дворец-музей, однако в 1926 году музей был упразднён и все его коллекции были распределены между Русским музеем и Эрмитажем. Большинство работ эпохи Возрождения, включая и «Крест с изображением распятия» Уголино да Тедиче, было передано в Государственный Эрмитаж, где крест был отреставрирован при участии основоположника научной реставрации темперной живописи в Эрмитаже Ф. А. Каликина. 
При передаче крест был в очень плохом состоянии и считался работой неизвестного пизанского мастера XIII века — Т. К. Кустодиева отмечает, что подобные расписные кресты во второй половине XIII века были широко распространены в Италии и носились во время религиозных процессий (крестных ходов) или находились в семейных капеллах. При расчистке живописи и первичной реставрационной обработке была вскрыта подпись художника в основании креста. На основании подписи художника и анализа живописных качеств креста учёными был сделан вывод о тождественности Уголино ди Тедиче и художника луккано-пизанской школы, известного под условным именем Мастер Сан-Мартино. Крест датируется около 1270 года и таким образом является самым ранним произведением итальянской живописи в собрании Эрмитажа.
Российский искусствовед Т. К. Кустодиева в своём обзоре эрмитажного собрания итальянского искусства эпохи Возрождения писала:

На примере креста можно судить о том, насколько ещё сильны в Италии XIII века византийские традиции. <…> Античной полнокровности и жизнеутверждению Византия противопоставила аскетизм и отвлечённость, сосредоточив внимание мастеров на «мире небесном», отвергнув телесное начало во имя духовного. <…> Воспользовавшись византийской схемой, Уголино внёс в неё искренний лиризм, с большой эмоциональной силой создал образ Христа-мученика

Сегодня Крест выставляется в здании Большого (Старого) Эрмитажа в зале 207, куда был возвращён 30 июня 2025 года после трёхлетней реставрации, проведённой в Лаборатории научной реставрации темперной живописи Государственного Эрмитажа заведующим лабораторией, художником-реставратором высшей категории Игорем Борисовичем Пермяковым. В ходе работы была укреплена авторская доска, удалены поздние реставрационные наслоения, записи, пожелтевшие и потемневшие пленки, изменившиеся в цвете и тоне тонировки. Во время реставрации были сделаны интересные открытия, например, обнажились следы, свидетельствующие о серебрении фона, что не встречается на памятниках этого времени.